# As Pontes de Toko-Ri
As Pontes de Toko-Ri (em inglês:  The Bridges at Toko-Ri) é um filme estadunidense de 1954, do gênero guerra, dirigido por Mark Robson e estrelado por William Holden e Grace Kelly. Tido como uma das melhores produções sobre a Guerra da Coreia, o filme é saudado pela excelente qualidade de suas sequências de ação marítimas e aéreas, rodadas com a colaboração da Marinha. Essas cenas de violência e suspense, entretanto, não conseguem obscurecer a ênfase dada, decididamente, na futilidade do conflito.
O roteiro é baseado no best-seller homônimo de James Michener.

## Sinopse
O Tenente Harry Brubaker, hoje novamente na vida civil, serviu como piloto de combate aéreo na Marinha norte americana durante a Segunda Guerra Mundial. Quando é chamado de volta para uma missão especial, ele reluta porque possui sentimentos contraditórios sobre guerras e deseja dedicar mais tempo à esposa Nancy. Por fim, aceita chefiar a tripulação de um avião bombardeiro, que deverá destruir cinco pontes estrategicamente situadas na Coreia do Norte.

## Elenco
| Ator/Atriz     | Personagem               |
| -------------- | ------------------------ |
| William Holden | Tenente Harry Brubaker   |
| Grace Kelly    | Nancy Brubaker           |
| Fredric March  | Almirante George Tarrant |
| Mickey Rooney  | Mike Forney              |
| Robert Strauss | Beer Barrel              |
| Charles McGraw | Comandante Wayne Lee     |
| Keiko Awaji    | Kimiko                   |
| Earl Holliman  | Nestor Gamidge           |

## Principais premiações
| Prêmio                           | Categoria                                | Situação          |
| -------------------------------- | ---------------------------------------- | ----------------- |
| Oscar                            | Melhores Efeitos Especiais Melhor Edição | Vencedor Indicado |
| Directors Guild of America Award | Melhor Diretor                           | Indicado          |